# Домбурі
Домбурі (яп. 【丼物】, どんぶりもの, домбурімоно) — японська страва, яка отримала свою назву від посуду, в якій подається (домбурі з японського перекладається як чаша). Чаша домбурі вміщує близько двох стандартних порцій рису, поверх якого кладуться різні добавки: м'ясо, риба, яйця, овочі або який-небудь інший гарнір. Власне є різновидом японського фастфуду.
Різні види домбурі мають свої власні назви, проте всі вони закінчуються на склад «-дон»: наприклад, популярний варіант домбурі з куркою та яйцем «мати та дитя» називається оякодон (яп. 親子丼).

## Чаша
Зазвичай домбурі подається в глибокій чаші близько 15 сантиметрів діаметром по верхньому краю, яка закривається кришкою. Об'єм домбурі розрахований на приблизно дві стандартні порції рису.

## Історія
Ідея домбурі з'явилася в період Мейдзі, коли віяння часу створили попит на появу «зручної їжі». Змішана в одній чаші їжа стала революційною зміною в японській традиційній трапезі, тому була прийнята суспільством не одразу. Однак на сьогодні налічується вже понад 50 варіантів приготування домбурі.

## Страви
- Гюдон
- Кацудон
- Оякодон
- Соборо